# Alauaio-de-maui
O alauaio-de-maui, Paroreomyza montana é uma espécie de ave da família Fringillidae.
Apenas pode ser encontrada nos Estados Unidos.
Os seus habitats naturais são: florestas secas tropicais ou subtropicais , regiões subtropicais ou tropicais húmidas de alta altitude, savanas áridas, matagal tropical ou subtropical de alta altitude e plantações .
Está ameaçada por perda de habitat.